# مسافرت جاده‌ای
مسافرت جاده‌ای به مسافرتی گفته می‌شود که در جاده صورت گیرد. مسافرت‌های جاده‌ای معمولاً شامل طی مسافت‌های طولانی با خودرو هستند.

## در ایران

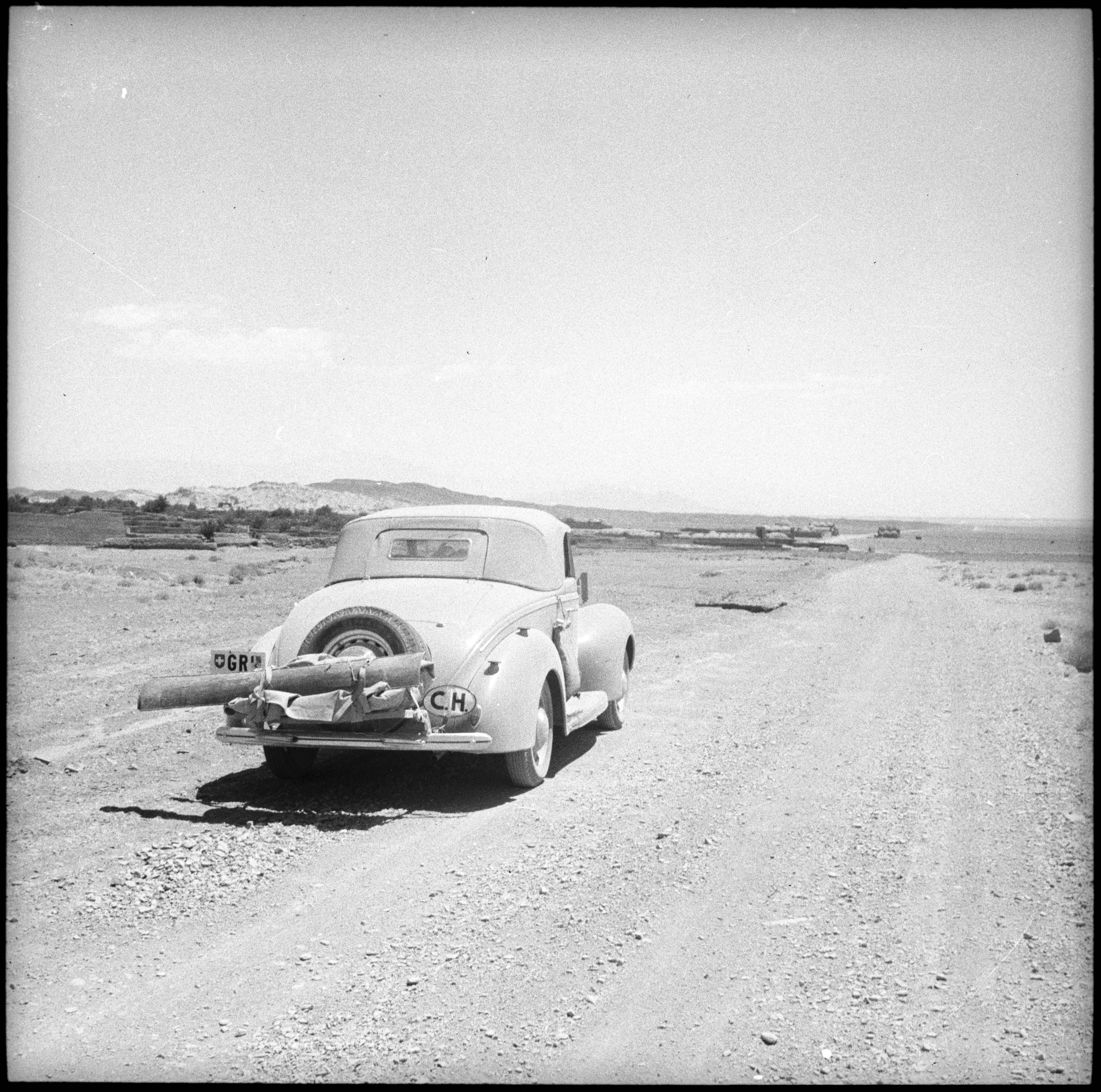
یک فورد در مسیر مشهد حدود سال ۱۹۳۹ میلادی

در ایران، سالانه ۳۵۰ میلیون سفر انجام می‌شود که از این تعداد، ۲۵۰ میلیون سفر، جاده‌ای است. بیشترین سفرهای جاده‌ای در ایران در تعطیلات و به خصوص در روزهای عید نوروز انجام می‌شود. همچنین میزان تصادفات جاده‌ای در ایران بسیار بالاست و به طور متوسط هر 24 دقیقه یک نفر بر اثر تصادف کشته می‌شود.
برای کاهش این تصادفات میتوان به جای خودروی شخصی از اتوبوس برای سفر استفاده کرد.

## آمادگی برای رانندگی
پیش از شروع رانندگی برای فواصل طولانی به این توصیه‌ها عمل کنید:
- از نقشه یا یک سیستم هدایتگر برای تعیین مسیرتان استفاده کنید،خروجی‌ها،فواصل تقریبی به کیلومتر و نقاط شاخص عمده را علامت بزنید.
- شب قبل از سفر، به اندازه کافی بخوابید.
- یک بطری آب و یک کیف کمک‌های اولیه همراه داشته باشید.
- اطمینان حاصل کنید که چراغ‌های جلو و عقب و شیشه جلوی ماشین پاک هستند.
- به طور مرتب ماشین‌تان را سرویس کنید، و مطمئن شوید که پیش از شروع سفر مشکلی ندارد.